# Jagelló Egyetem
A Jagelló Egyetem (lengyelül: Uniwersytet Jagielloński) a lengyelországi Krakkó egyeteme. 1364-es alapításával Lengyelország legrégebbi és a világ egyik legrégebbi egyeteme. A 15–16. században különösen sok magyar hallgató látogatta, akiknek egy része a magyar burzában kapott szálláshelyet.

## Története
Az egyetemet III. Kázmér lengyel király alapította 1364. március 28-án, birodalma fővárosában, az V. Orbán pápától kapott engedély alapján Studium Generale néven. Az intézmény 1367-ben kezdett működni, és – mivel a pápa a teológiai kar alapítását határozottan megtiltotta – három karon (szabad művészet, orvostudomány és jogtudomány) indult meg a képzés. Az uralkodó tizenegy magister ellátásának költségeit vállalta, évi 340 ezüstmárka értékben.
Kázmér halála után Nagy Lajos magyar király került a lengyel trónra, ám az egyetem iránt nem mutatott érdeklődést, így az támogatás hiányában összeomlott. Újjáéledése Nagy Lajos lányának, Hedvig lengyel királynőnek volt köszönhető, aki apja halála után lépett a lengyel trónra. Férjével, II. (Jagelló) Ulászlóval 1397-ben sikerült elérniük IX. Bonifác pápánál a teológiai oktatásra vonatkozó tilalom feloldását. Erőfeszítéseiknek köszönhetően az egyetemet 1400-ban újjáalapították. Ekkor az egyetemnek négy kara volt, és rektorát a professzorok választották. A tanárok számára szállást, a hallgatók számára kollégiumokat biztosítottak. Az egyetem első rektorai között olyan professzorok szerepeltek, mint Stanisław ze Skarbimierza, aki a nemzetközi jog egyik megalapozója, és Paweł Włodkowic, aki a konstanzi zsinat előtt sikerrel érvelt a pogányok erőszakkal való megtérítése ellen.
A 15. században a krakkói matematikai és asztrológiai iskola fénykorát élte. A század elején évente 80-85 új hallgató kezdte el tanulmányait, az 1500-as években ez a szám 500-ra emelkedett; a 15. században összesen 17 876 diákja volt. Az egyetem színvonalát jelzi, hogy 1433 és 1510 között az hallgatóinak 44%-a külföldről érkezett. Itt dolgozott Marcin Bylica z Ilkusza, aki később Mátyás király udvari asztrológusa lett, és Budán halt meg, 1493-ban. Ekkoriban tanult az egyetemen Kopernikusz, aki a heliocentrikus világkép kidolgozásával forradalmasította az emberiség világképét, s jelentős alkímiai és földrajztudományi oktatás és kutatás zajlott itt ebben az időben.
A 16. század első felében Krakkó erőteljesen ellenállt a reformációval terjedő tanoknak, a városban az „eretnekséggel” szembeni erős cenzúra érvényesült. Az egyetem ennek kapcsán vesztett vonzerejéből, és külföldi diákjainak száma is jelentősen megcsappant. A magyar és német diákoknak fenntartott kollégiumok bezártak. Amint a lengyel nemesség lehetőséget kapott arra, hogy egyetemi képzettség nélkül is betölthessen hivatalokat, a lengyel hallgatók száma is csökkent. 1586-ban az egyetem létrehozta a ma is létező Nowodworski középiskolát, amely Lengyelország egyik legrégibb középfokú oktatási intézménye. A középiskola a 17. században része lett annak az iskolák közötti szövetségnek, amelyet az egyetem igyekezett megszervezni. III. Zsigmond lengyel király uralkodása alatt a támogatását élvező jezsuiták továbbra is erős befolyást igyekeztek gyakorolni az egyetemreb, amely tovább vesztett nemzetközi tekintélyéből. 1655-ben a lengyel–svéd háború idején, a Krakkót megszálló svéd csapatok az egyetemet is feldúlták.
A felvilágosodás korszaka jelentős szemléleti és szervezeti változásokat hozott az egyetem életébe. 18. században teret nyert a lengyel jog-, a földrajz- és a hadtudomány oktatása csakúgy, mint a német és francia nyelv tanítása. 1748-ban hozták létre Természettudományi tanszéket. Jelentős szervezeti reform kezdődött, és számos intézmény jött létre: így például obszervatórium, botanikus kert, klinikák és laboratóriumok. Az egyetem polgársága jelentős számban részt vett a Tadeusz Kościuszko vezette, a megszálló orosz és porosz csapatok ellen irányuló, 1794-es felkelésben.

## Magyar oktatás
Az egyetemen 1989 óta működik Magyar Filológiai Tanszék.

## Híres tanárok
- Marcin Bylica z Ilkusza, Mátyás király udvari főasztrológusa

## Híres hallgatók
- Jan Długosz (1415–1480) történetíró és diplomata, a lengyelországi humanista történetírás első alakja
- Kopernikusz (1473–1543) csillagász, a heliocentrikus világkép kidolgozója
- III. János lengyel király (1629–1696)
- Bronisław Malinowski (1884–1942) antropológus
- Harajda János (1905–1944) ruszin nyelvész, pedagógus, műfordító.
- Karol Józef Wojtyła (1920–2005) a későbbi II. János Pál pápa
- Stanisław Lem (1921–2006) író
- Tadeusz Różewicz (1921–2014) író, költő, drámaíró
- Krystyna Boglar (1931–2019)[6] író, költő, forgatókönyvíró
- Krzysztof Zanussi (1939) filmrendező, forgatókönyvíró, producer